# پناهگاه حیات وحش لوندویل
پناهگاه حیات وحش لوندویل یک پناهگاه حیات وحش با مساحت ۱۰۸۱ هکتار است که در استان گیلان در ایران قرار دارد. این پناهگاه حیات وحش طبق مصوبهٔ شمارهٔ ۶۱۰ در تاریخ ۹۷/۰۵/۰۱ در فهرست مناطق تحت حفاظت سازمان محیط زیست ایران قرار گرفت.

## موقعیت
این پناهگاه بین ۱۹/۳۸ تا ۲۸/۳۸ عرض شمالی و ۵۲/۴۸ تا ۵۴/۴۸ طول شرقی و در استان گیلان و میان بخش لوندویل و بخش مرکزی شهرستان آستارا واقع شده است.

## مشخصات
پناهگاه حیات وحش امیر لوندویل با مساحتی بالغ بر ۱۰۷۴ هکتار، در موقعیتی قرار دارد که از جنوب به شهر لوندویل و از شمال به شهر آستارا و از شرق به دریای خزر و از غرب به جاده آستارا به لوندویل منتهی می‌شود. این منطقه در سال ۱۳۵۲ به عنوان منطقهٔ حفاظت‌شده اعلام شد و طی مصوبهٔ شمارهٔ ۶۳ مورخ ۲۱/۵/۱۳۵۴ شورای عالی محیط زیست به مجموعهٔ مناطق تحت مدیریت سازمان پیوست. ارتفاع متوسط منطقه ۲۰ متر پایین‌تر از سطح دریاهای آزاد است. پناهگاه حیات وحش لوندویل دارای اقلیم خیلی مرطوب و معتدل با متوسط بارندگی ۱۱۰۰ میلی‌متر و دمای سالانهٔ ۱۵ درجهٔ سانتی‌گراد است.

## ویژگی‌های زیستگاهی
این منطقه نمونه‌ای منحصر به فرد از باقیماندهٔ جنگل‌های جلگه‌ای هیرکانی است. حدود ۱/۳ منطقه از برکه، آب‌بندان و تالاب‌های مشجر تشکیل شده است. از گونه‌های مهم گیاهی می‌توان از نی، لویی، انار وحشی، توسکای قشلاقی، ازگیل، لرگ، لیلکی، تمشک و غیره نام برد. این پناهگاه شامل زیستگاه‌های متنوع آبی و خشکی برای جانوران است. ۱۲۵ گونهٔ جانوری در منطقه شناسایی شده است که مهم‌ترین آن‌ها عبارتند از روباه معمولی، گراز، سمور آبی، سیاه کاکل، پری شاه رخ، درن فک، قوی فریاد کش، انواع اردک، حواصیل، گیلانشاه خالدار و درنا.
پستانداران: سمور آبی، گورکن، فوک دریای خزر و شغال.
پرندگان: قوی گنگ، قوی فریادکش، فیلوش، اردک سیاه کاکل، اردک چشم طلایی، باکلان کوچک و بزرگ، عقاب‌ها، کاکائی‌ها، پرستوهای دریایی، آبچلیک‌ها، حواصیل‌ها، سهره‌ها، چرخ‌ریسک‌ها، گیلانشاه خالدار، پری شاهرخ، درنا و قرقاول.

## عوامل تهدیدکننده
به عنوان مهم‌ترین عوامل تهدید می‌توان از تغییر کاربری اراضی، تعارضات به اراضی حاشیهٔ تالاب، چرای دام، شکار و صید غیرمجاز، تأسیسات جهانگردی و برداشت صدف نام برد. ۱۰

## حیوانات موجود
تعداد ده راس مرال و شش راس گوزن زرد ایرانی هم اینک در محدوده محصور ۶۰ هکتاری در پناهگاه حیات وحش لوندویل آستارا نگهداری می‌شوند.